# Subligny (Manche)
Subligny ist eine französische Gemeinde im Département Manche in der Normandie. Sie gehört zum Arrondissement Avranches und zum Kanton Bréhal. 

## Geographie
Nachbargemeinden sind La Mouche im Nordwesten, Le Luot im Nordosten, Saint-Jean-de-la-Haize im Südosten, Lolif im Südwesten und Le Grippon im Westen. Das Gemeindegebiet wird im Norden und Westen vom Flüsschen Braize begrenzt.

## Bevölkerungsentwicklung
| Jahr      | 1962 | 1968 | 1975 | 1982 | 1990 | 1999 | 2008 | 2018 |
| --------- | ---- | ---- | ---- | ---- | ---- | ---- | ---- | ---- |
| Einwohner | 347  | 328  | 304  | 287  | 296  | 310  | 330  | 400  |

## Sehenswürdigkeiten

Kirche Notre-Dame

- Kirche Notre-Dame